# Premio de la Crítica de narrativa en euskera
El Premio de la Crítica de narrativa en euskera es un premio literario de España que, desde 1976, concede la Asociación Española de Críticos Literarios dentro de la convocatoria anual del Premio de la Crítica, a la mejor obra en prosa escrita en euskera.

## Premiados en narrativa en euskera
| Año  | Título                          | Autor                     |
| 1976 | Oilarraren promesa              | Joan Mari Irigoien        |
| 1977 | Ene Jesus                       | Ramón Saizarbitoria       |
| 1978 | Bale denborak                   | Augustin Zubikarai        |
| 1979 | Abuztuaren 15eko bazkalondoa    | Joxe Austin Arrieta       |
| 1980 | Nork bere bidea                 | Juan Jose Irazusta        |
| 1981 | Gerrateko Ibillerak             | Iñaki Alkain              |
| 1982 | Poliedroaren hostoak            | Joan Mari Irigoien        |
| 1983 | Hamaseigarrenean, aidanez       | Anjel Lertxundi           |
| 1984 | Ta marbuta Jerusalemen gertatua | Xabier Kintana            |
| 1985 | Bi anai                         | Bernardo Atxaga           |
| 1986 | Atabala eta euria               | Joseba Sarrionandia       |
| 1987 | Udazkenaren balkoitik           | Joan Mari Irigoien        |
| 1988 | Obabakoak                       | Bernardo Atxaga           |
| 1989 | Babilonia                       | Joan Mari Irigoien        |
| 1990 | Arinago duk haizea, Absalon     | Felipe Juaristi           |
| 1991 | Kapitain Frakasa                | Anjel Lertxundi           |
| 1992 | Hamalau                         | Xabier Mendiguren Elizegi |
| 1993 | Gizona bere bakardadean         | Bernardo Atxaga           |
| 1994 | Hautsaren kronika               | Inazio Mujika Iraola      |
| 1995 | Hamaika pauso                   | Ramón Saizarbitoria       |
| 1996 | Galdu arte                      | Juan Luis Zabala          |
| 1997 | Kilkirra eta roulottea          | Joxemari Iturralde        |
| 1998 | Urregilearen orduak             | Pako Aristi               |
| 1999 | Eta emakumeari sugeak esan zion | Lourdes Oñederra          |
| 2000 | Gorde nazazu lurpean            | Ramón Saizarbitoria       |
| 2001 | Lagun izoztua                   | Joseba Sarrionandia       |
| 2002 | Larrepetit                      | Pello Lizarralde          |
| 2003 | Soinujolearen semea             | Bernardo Atxaga           |
| 2004 | Ezinezko maletak                | Juanjo Olasagarre         |
| 2005 | Neguko zirkua                   | Harkaitz Cano             |
| 2006 | Erretzaileen eremua             | Jon Alonso                |
| 2007 | Antzararen bidea                | Jokin Muñoz               |
| 2008 | Bilbao-New York-Bilbao          | Kirmen Uribe              |
| 2009 | Autokarabana                    | Fermin Etxegoien          |
| 2010 | 3 Mariak                        | Arantxa Urretabizkaia     |
| 2011 | Twist                           | Harkaitz Cano             |
| 2012 | Martutene                       | Ramón Saizarbitoria       |
| 2013 | Nevadako egunak                 | Bernardo Atxaga           |
| 2014 | Iazko hezurrak                  | Unai Elorriaga            |
| 2015 | Lili eta biok                   | Ramón Saizarbitoria       |
| 2016 | Elkarrekin esnatzeko ordua      | Kirmen Uribe              |
| 2017 | Mendi-joak                      | Aingeru Epaltza           |
| 2018 | Fakirraren ahotsa               | Harkaitz Cano             |
| 2019 | Iturria                         | Unai Elorriaga            |